# Joseph Veleno
Joseph Joe Veleno (né le 13 janvier 2000 à Montréal, dans la province  de Québec, au Canada) est un joueur canadien de hockey sur glace. Il évolue à la position de centre. 

## Biographie
En juin 2015, Veleno obtient le statut de joueur exceptionnel au Québec par la LCH ce qui lui permet de joindre la ligue à l'âge de 15 ans et d'être admissible au repêchage de la LHJMQ 2015. Le 7 juin, il est repêché au tout premier rang au total par les Sea Dogs de Saint-Jean. 
Après plus de 138 matchs avec les Sea Dogs, Veleno est échangé aux Voltigeurs de Drummondville en retour de cinq choix au repêchage, le 8 décembre 2017. À la suite de la transaction, il connaît une véritable éclosion offensive et atteint de nouveaux sommets en carrière au chapitre des buts et des aides et conclut la saison avec une récolte de 48 points en 33 matchs.
Éligible au repêchage d'entrée dans la LNH 2018, il est sélectionné au 1er tour, 30e choix au total, par les Red Wings de Détroit.
Lors du championnat du mondey 2023, il donne un coup de patin à Nino Niederreiter lors du match Suisse-Canada mais n'est pas pénalisé pendant le match. L'IIHF le suspend ensuite pour cinq matchs ce qui met fin à son tournoi. Son geste est unanimement décrié autant en Suisse qu'en Amérique du Nord,.

## Statistiques

### En club
| Saison     | Équipe                      | Ligue      |     | Saison régulière | Saison régulière | Saison régulière | Saison régulière | Saison régulière |   | Séries éliminatoires | Séries éliminatoires | Séries éliminatoires | Séries éliminatoires | Séries éliminatoires |
| Saison     | Équipe                      | Ligue      | PJ  | B                | A                | Pts              | Pun              | PJ               | B | A                    | Pts                  | Pun                  |                      |                      |
| 2015-2016  | Sea Dogs de Saint-Jean      | LHJMQ      | 62  | 13               | 30               | 43               | 21               | 17               | 6 | 1                    | 7                    | 8                    |                      |                      |
| 2016-2017  | Sea Dogs de Saint-Jean      | LHJMQ      | 45  | 13               | 27               | 40               | 18               | 18               | 8 | 3                    | 11                   | 4                    |                      |                      |
| 2017-2018  | Sea Dogs de Saint-Jean      | LHJMQ      | 31  | 6                | 25               | 31               | 26               | -                | - | -                    | -                    | -                    |                      |                      |
| 2017-2018  | Voltigeurs de Drummondville | LHJMQ      | 33  | 16               | 32               | 48               | 22               | 10               | 5 | 6                    | 11                   | 10                   |                      |                      |
| 2018-2019  | Voltigeurs de Drummondville | LHJMQ      | 59  | 42               | 62               | 104              | 19               | 16               | 8 | 9                    | 17                   | 12                   |                      |                      |
| 2019-2020  | Griffins de Grand Rapids    | LAH        | 54  | 11               | 12               | 23               | 18               | -                | - | -                    | -                    | -                    |                      |                      |
| 2020-2021  | Red Wings de Détroit        | LNH        | 5   | 1                | 0                | 1                | 4                | -                | - | -                    | -                    | -                    |                      |                      |
| 2020-2021  | Griffins de Grand Rapids    | LAH        | 4   | 1                | 2                | 3                | 4                | -                | - | -                    | -                    | -                    |                      |                      |
| 2020-2021  | Malmö Redhawks              | SHL        | 46  | 11               | 9                | 20               | 20               | -                | - | -                    | -                    | -                    |                      |                      |
| 2021-2022  | Red Wings de Détroit        | LNH        | 66  | 8                | 7                | 15               | 22               | -                | - | -                    | -                    | -                    |                      |                      |
| 2021-2022  | Griffins de Grand Rapids    | LAH        | 11  | 6                | 4                | 10               | 4                | -                | - | -                    | -                    | -                    |                      |                      |
| 2022-2023  | Red Wings de Détroit        | LNH        | 81  | 9                | 11               | 20               | 30               | -                | - | -                    | -                    | -                    |                      |                      |
| 2023-2024  | Red Wings de Détroit        | LNH        | 80  | 12               | 16               | 28               | 25               | -                | - | -                    | -                    | -                    |                      |                      |
| Totaux LNH | Totaux LNH                  | Totaux LNH | 232 | 30               | 34               | 64               | 81               | -                | - | -                    | -                    | -                    |                      |                      |

### En équipe nationale
| Année | Équipe     | Compétition                          |   | PJ | B | A | Pts | Pun           |  | Résultat |
| 2015  | Canada U17 | Défi mondial -17 ans                 | 5 | 1  | 3 | 4 | 6   | 7e place      |  |          |
| 2016  | Canada U18 | Mémorial Ivan Hlinka                 | 4 | 0  | 4 | 4 | 2   | 5e place      |  |          |
| 2017  | Canada U18 | Mémorial Ivan Hlinka                 | 5 | 2  | 5 | 7 | 8   | Médaille d'or |  |          |
| 2018  | Canada U18 | Championnat du monde - 18 ans        | 4 | 0  | 3 | 3 | 0   | 5e place      |  |          |
| 2019  | Canada U20 | Championnat du monde junior - 20 ans | 5 | 0  | 2 | 2 | 0   | 6e place      |  |          |
| 2020  | Canada U20 | Championnat du monde junior - 20 ans | 6 | 1  | 5 | 6 | 8   | Médaille d'or |  |          |
| 2023  | Canada     | Championnat du monde                 | 5 | 2  | 3 | 5 | 2   | Médaille d'or |  |          |